# سيرجي ميخالكوف
سيرجي فلاديميروفيتش ميخالكوف (الروسية: Серге́й Влади́мирович Михалко́в) هو كاتب وشاعر روسي سوفيتي ولد في يوم 13 مارس 1913 في مدينة موسكو في الإمبراطورية الروسية، اشتهر بتأليفه لقصص الأطفال والحكايات الرمزية، أتيحت له فرصة كتابة كلمات النشيد الوطني السوفيتي والروسي والذي لا زال مستمرا منذ 60 سنة، أما أشهر قصص الأطفال التي عرف بها فهي قصة عم شتيوبا، توفي في يوم 27 أغسطس 2009.

## روابط خارجية
- سيرجي ميخالكوف على موقع IMDb (الإنجليزية)
- سيرجي ميخالكوف على موقع ميوزك برينز (الإنجليزية)
- سيرجي ميخالكوف على موقع ميوزك برينز (الإنجليزية)
- سيرجي ميخالكوف على موقع إن إن دي بي (الإنجليزية)
- سيرجي ميخالكوف على موقع ديسكوغز (الإنجليزية)
- سيرجي ميخالكوف على موقع قاعدة بيانات الفيلم (الإنجليزية)